# Zone system
Le zone system est une méthode de planification de l'exposition et du développement d'un film photographique pour maîtriser le rapport entre la luminosité de l'objet photographié et son rendu photographique en termes de valeurs de luminance. Il permet d'optimiser l'utilisation de la plage dynamique du medium (limitée) en fonction de la plage dynamique de la scène à restituer (généralement plus large), en tenant compte, dès la prise de vue, des possibilités de traitement en chambre noire (par masquage, maquillage ou dodging & burning). Il est l'invention des photographes américains Ansel Adams et Fred Archer (en) à l'Art Center School de Los Angeles vers la fin des années 1930.
Après l'invention du zone system, le développement de la sensitométrie a modifié les termes du problème de la maîtrise du rendu photographique. Il a permis d'affecter des valeurs numériques qu'ignorait la méthode pratique d'Ansel Adams. Par ailleurs, ce photographe travaillait avec des chambres photographiques permettant d'exposer des émulsions coulées sur des plaques de verre de grandes dimensions. Ces plaques, après l'exposition, étaient désensibilisées, ce qui permettait de les développer en éclairage inactinique de manière à suivre la montée de l'image négative. Son système n'est donc plus appliqué à la lettre, mais il constitue encore aujourd'hui une référence importante dans la définition des méthodes de réglage et d'ajustement des procédés photographiques, qu'ils soient argentiques ou numériques, ne serait-ce que par le vocabulaire technique qu'il a contribué à fixer.

## Présentation
Le zone system intègre les données sensitométriques en restant très concret. En prenant un objet quelconque on s'aperçoit qu'au-delà d'un certain contraste aucune émulsion (négatif ou diapo) n'est plus en mesure de répondre. Elle manque soit de détails dans les hautes lumières (zones les plus blanches), soit dans les ombres, soit encore dans les deux à la fois. Par ailleurs des détails existants au niveau de l'émulsion négative ne sont pas toujours reproductibles en positif (tirage sur papier).
La cellule donne la bonne exposition pour un gris moyen (dit « gris 18 % », c'est-à-dire renvoyant 18 % de la lumière qu'il reçoit). L'exposition affecte davantage les ombres que les hautes lumières. Par conséquent il ne servirait à rien de « diaphragmer » (fermer le diaphragme) si la situation est très contrastée et si l'on fait une mesure moyenne comme c'est le cas la plupart du temps. On perdrait alors du détail et dans les ombres, et dans les hautes lumières.
Le temps de développement affectera essentiellement les hautes lumières, beaucoup moins les ombres. Contrairement à une idée reçue, un développement poussé ne fera jamais venir de détails dans les ombres lorsque ceux-ci sont absents du négatif pour cause de sous-exposition : seul le contraste va s'accentuer.
De façon générale : 
- Mesurer la lumière en fonction des détails dans les ombres que l'on veut voir (les ombres sont déterminées à la prise de vue).
- Ajuster le développement en fonction des hautes lumières que l'on veut obtenir (les hautes lumières sont déterminées au développement).

## Principe d'utilisation

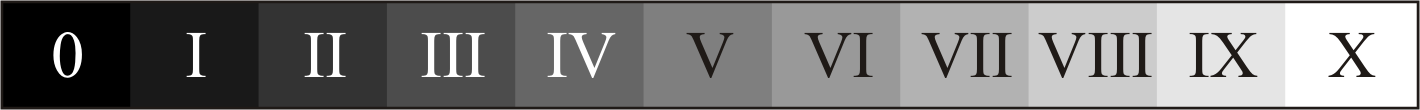

Le contraste lumineux d'un sujet photographié est généralement plus important que celui potentiellement enregistrable sur une émulsion. On peut dire qu'il suffit d'un écart de dix valeurs de diaphragme au niveau du négatif. Vouloir enregistrer plus ne servirait à rien car on ne saurait le reproduire de manière satisfaisante.
Ansel Adams découpe cet écart de contraste par des « zones ». Chaque zone reçoit un numéro. La zone 0 correspond au noir absolu (d'une émulsion positive) et la zone 10 au blanc le plus pur. Entre ces deux extrêmes se trouve la zone 5, qui est en fait le gris moyen (18 %). Gris sur lequel la plupart des cellules sont étalonnées. Chaque zone est en relation avec ses voisines : elle est deux fois moins lumineuse que celle de droite et donc deux fois plus que celle de gauche :
| 0 1 2 3 4 5 6 7 8 9 | 0 1 2 3 4 5 6 7 8 9 | 0 1 2 3 4 5 6 7 8 9 | 0 1 2 3 4 5 6 7 8 9 | 0 1 2 3 4 5 6 7 8 9 |
| ------------------- | ------------------- | ------------------- | ------------------- | ------------------- |
| noir                |                     | gris                |                     | blanc               |

Chaque zone représente un écart d'un diaphragme. Dès lors la notion de gris n'est plus une notion abstraite, subjective, mais au contraire une notion concrète, objective.
Chaque zone correspond à quelque chose de précis auquel on peut se référer soit au niveau de l'objet dans la nature (luminosité, contraste) soit au niveau du négatif (densité) soit encore au niveau du tirage (teinte de gris). La zone 5 se réfère à un gris moyen, correspondant à celui de la charte grise Kodak : ayant trouvé un langage commun on peut dès lors s'exprimer en termes à la fois très simples et très précis. Au lieu de dire qu'un gris est plus ou moins foncé on parlera d'un gris, placé en zone 4 ou 5 sachant par la même occasion la teinte qu'il aura au niveau du tirage, quelle quantité de lumière a reçu l'émulsion (2, 4, 8, etc., n fois plus/moins que la zone 5) et dans le cas d'une interprétation littérale, quelle est la teinte de l'objet en nature.
Le tableau ci-dessous servira de référence, il part des données suivantes : 
- contraste de la scène enregistrée : normal ;
- traduction de la scène : littérale ;
- mode de développement : normal.

| Diaph | Zone | Rendu en positif (sur le tirage)                            |
| ----- | ---- | ----------------------------------------------------------- |
| -5    | 0    | Noir profond Noir absolu                                    |
| -4    | 1    | 1res nuances dans les noirs                                 |
| -3    | 2    | Faible impression de profondeur 1res nettes impressions     |
| -2    | 3    | Ombres foncées mais détaillées                              |
| -1    | 4    | Ombres claires - nuages foncés                              |
| 0     | 5    | Gris moyen, charte grise. Peaux méditerranéennes            |
| +1    | 6    | Gris clair. Peaux caucasiennes moyennes                     |
| +2    | 7    | Gris pâle, blanc texturé. Peaux nordiques                   |
| +3    | 8    | Gris très pâle. Blanc avec détails                          |
| +4    | 9    | Hautes lumières sans détail, mais uniquement de la tonalité |
| +5    | 10   | Blanc absolu                                                |

Dans la colonne de droite (rendu en positif) il y a trois parties : 
1. Celle des noirs (zone 0 à 2)
2. Celle des gris (zone 3 à 7)
3. Celle des blancs (zone 8 à 10)

Seule la zone 3-7 contient des détails reproductibles. Les deux autres parties sont importantes en ce sens qu'elles donnent du relief et de la force à l'image mais elles ne contiennent pas d'information lisible. En fait chaque zone peut être modifiée en une autre, soit par le biais de l'exposition, soit par le développement, soit encore par la combinaison des deux. Autrement dit, un objet noir peut très bien être interprété en tons gris ou même clairs, et vice versa.
Les détails dans les ombres sont essentiellement déterminés par l'exposition et les détails dans les blancs peuvent être modifiés par le développement (en prolongeant ou en diminuant le temps de développement on modifiera la zone 5 et les zones supérieures mais peu les zones inférieures).

## Exemples d'utilisation

### Cas 1: scène avec un fort contraste
Le sujet est une personne au visage clair, vêtue de noir, se promenant sur une plage ensoleillée. Les mesures individuelles sont les suivantes : 
- vêtements : f/4
- visage : f/16
- sable : f/22

(entre f/4 et f/22, il y a un contraste de 5 diaphs ou zones).
L'objectif est de donner à la scène un air assez naturel où apparaissent des détails à la fois dans la robe, dans le sable et que le visage apparaisse naturel. Si l'on pose pour le vêtement (f/4 donc), on obtiendra celui-ci en gris (zone 5). Tout le reste sera surexposé.
Si l'on pose pour le sable (à f/22), ce sera le contraire. C'est le sable qui sera gris, tout le reste étant sous-exposé.
Si on fait une moyenne, en posant entre f/8 et f/11, on perdra des deux côtés.
Ce n'est qu'avec une ouverture de f/8 que l'on obtiendra des résultats à peu près satisfaisants pour le vêtement (celui-ci étant deux diaphs plus sombres que l'exposition : en zone 3). Cependant le sable et le visage seront traduits par un gris clair. Pour obtenir des détails dans le sable et pour donner une impression naturelle du visage (celui-ci devrait se trouver en zone 6), il faut réduire le temps de développement. Ceci fera descendre le sable en zone 7 et le visage en zone 6.

### Cas 2: scène au contraste faible
Cas inverse : un photographe veut faire un portrait à l'extérieur, mais la journée est grise. Le tirage final voulu par ce photographe doit comporter toute la gamme des gris allant des noirs profonds aux blancs clairs. Nos mesures individuelles de la scène donnent les résultats suivants : 
- f/16 pour la partie claire
- f/8 pour la partie sombre

(écart entre f/8 et f/16 : contraste de deux diaphs ou zones).
Si l'on pose pour les ombres, celles-ci apparaîtront en zone 5 et la partie claire en zone 7, alors que nous voudrions que la partie claire soit en zone 6 et la partie foncée en zone 3.
Si l'on pose pour les hautes lumières, les ombres se trouveront en zone 3 comme souhaité, mais alors le visage apparaîtra trop sombre.
Enfin une pose moyenne (f/11) mettra la partie claire en zone 6 mais la partie sombre serait en zone 4, donc d'une zone trop claire.
La solution consiste à prendre la photo avec l'ouverture f/16 et de prolonger le développement par la suite. Ainsi on fera monter la zone 5 en 6 sans affecter la zone 3, puisque cette dernière se trouve en dessous de la zone 5 (rappel : ce qui est sombre est moins affecté par la durée de développement).